# Puchar Ameryki Północnej w narciarstwie dowolnym 2018/2019
Puchar Ameryki Północnej w narciarstwie dowolnym 2018/2019 rozpoczął się 14 grudnia 2018 roku w amerykańskim Copper Mountain, a zakończył 14 kwietnia 2019 roku w kanadyjskim ośrodku narciarskim Sunshine Village.

## Konkurencje
- AE = skoki akrobatyczne
- MO = jazda po muldach
- DM = jazda po muldach podwójnych
- SX = skicross
- SS = slopestyle
- HP = halfpipe
- BA = big air

## Kalendarz i wyniki Pucharu Ameryki Północnej

### Mężczyźni
| Lp. | Data             | Miejscowość              | Konkurencja | 1. Miejsce              | 2. Miejsce            | 3. Miejsce            |
| --- | ---------------- | ------------------------ | ----------- | ----------------------- | --------------------- | --------------------- |
| 1.  | 14 grudnia 2018  | Copper Mountain          | HP          | Cassidy Jarrell         | Evan Marineau         | Cameron Brodrick      |
| 2.  | 15 grudnia 2018  | Copper Mountain          | HP          | Sam McKeown             | Sascha Pedenko        | Dylan Ladd            |
| 3.  | 5 stycznia 2019  | Utah Olympic Park        | AE          | Jonathon Lillis         | Nicholas Novak        | Patrick O’Flynn       |
| 4.  | 6 stycznia 2019  | Utah Olympic Park        | AE          | Christopher Lillis      | Alex Bowen            | Justin Schoenefeld    |
| 5.  | 17 stycznia 2019 | Waterville Valley Resort | SS          | Deven Fagan             | Tim Ryan              | Luke Smart            |
| 6.  | 18 stycznia 2019 | Waterville Valley Resort | SS          | Hunter Henderson        | Deven Fagan           | Noah Porter MacLennan |
| 7.  | 19 stycznia 2019 | Calabogie Peaks          | SX          | Gavin Rowell            | Jared Schmidt         | Callum McEwen         |
| 8.  | 20 stycznia 2019 | Calabogie Peaks          | SX          | Jared Schmidt           | Carson Cook           | Gavin Rowell          |
| 9.  | 28 stycznia 2019 | Lake Placid              | AE          | Noe Roth                | Pawieł Krotow         | Dimitri Isler         |
| 10. | 29 stycznia 2019 | Lake Placid              | AE          | Odwołano                | Odwołano              | Odwołano              |
| 11. | 1 lutego 2019    | Calabogie Peaks          | SX          | Jared Schmidt           | Carson Cook           | Callum McEwen         |
| 12. | 2 lutego 2019    | Calabogie Peaks          | SX          | Jared Schmidt           | Gavin Rowell          | Callum McEwen         |
| 13. | 1 lutego 2019    | Le Relais                | AE          | Miha Fontaine           | Alexandre Duchaine    | Evan Dermott          |
| 14. | 2 lutego 2019    | Le Relais                | AE          | Quinn Dehlinger         | Nicolas Martineau     | Émile Nadeau          |
| 15. | 2 lutego 2019    | Stratton Mountain        | MO          | George McQuinn          | Ian Beauregard        | Kalman Heims          |
| 16. | 3 lutego 2019    | Stratton Mountain        | DM          | So Matsuda              | Jack Kariotis         | Robbie Andison        |
| 17. | 8 lutego 2019    | Calgary                  | HP          | Hunter Hess             | Samson Schuiling      | Dylan Ladd            |
| 18. | 10 lutego 2019   | Calgary                  | SS          | Etienne Geoffroy-Gagnon | Tim Ryan              | Edouard Therriault    |
| 19. | 9 lutego 2019    | Val Saint-Côme           | MO          | Alex Lewis              | Jack Kariotis         | So Matsuda            |
| 20. | 10 lutego 2019   | Val Saint-Côme           | DM          | Gabriel Dufresne        | Ian Beauregard        | So Matsuda            |
| 21. | 15 lutego 2019   | Aspen Snowmass           | SS          | Rylan Evans             | Tim Ryan              | Mark Hendrickson      |
| 22. | 16 lutego 2019   | Aspen Snowmass           | BA          | Ryan Stevenson          | James Pouch           | Rodney Koford         |
| 23. | 16 lutego 2019   | Aspen Snowmass           | HP          | Samson Schuiling        | Adam Fiselier         | Jon Sallinen          |
| 24. | 20 lutego 2019   | Ski Cooper               | SX          | Gavin Rowell            | Jared Schmidt         | Carson Cook           |
| 25. | 21 lutego 2019   | Ski Cooper               | SX          | Carson Cook             | Phil Tremblay         | Zachary Reynolds      |
| 26. | 23 lutego 2019   | Steamboat Ski Resort     | MO          | Jack Kariotis           | Kalman Heims          | Ian Beauregard        |
| 27. | 24 lutego 2019   | Steamboat Ski Resort     | DM          | Elliot Vaillancourt     | Kalman Heims          | Jackson Harvey        |
| 28. | 2 marca 2019     | Apex Mountain            | MO          | Nick Page               | Louis-David Chalifoux | Kalman Heims          |
| 29. | 3 marca 2019     | Apex Mountain            | DM          | So Matsuda              | Landon Wendler        | Daniel Tanner         |
| 30. | 14 marca 2019    | Holiday Valley Resort    | SX          | Phil Tremblay           | Noah Giron            | Quinn McGunnigle      |
| 31. | 15 marca 2019    | Holiday Valley Resort    | SX          | Phil Tremblay           | Noah Giron            | Eli Derrick           |
| 32. | 16 marca 2019    | Mammoth Mountain         | HP          | Dylan Ladd              | Jaxin Hoerter         | Samson Schuiling      |
| 33. | 17 marca 2019    | Mammoth Mountain         | SS          | Hunter Henderson        | Noah Porter MacLennan | Ryan McElmon          |
| 34. | 26 marca 2019    | Stoneham                 | HP          | Jaxin Hoerter           | Dylan Ladd            | Andrew Longin         |
| 35. | 30 marca 2019    | Le Relais                | SS          | Hunter Henderson        | Deven Fagan           | Tim Ryan              |
| 36. | 13 kwietnia 2019 | Sunshine Village         | SX          | Reece Howden            | Gavin Rowell          | Brady Leman           |
| 37. | 14 kwietnia 2019 | Sunshine Village         | SX          | Brady Leman             | Reece Howden          | Ryan Webster          |

### Kobiety
| Lp. | Data             | Miejscowość              | Konkurencja | 1. Miejsce       | 2. Miejsce                       | 3. Miejsce         |
| --- | ---------------- | ------------------------ | ----------- | ---------------- | -------------------------------- | ------------------ |
| 1.  | 14 grudnia 2018  | Copper Mountain          | HP          | Zoe Atkin        | Jeanee Crane-Mauzy               | Jang Yu-jin        |
| 2.  | 15 grudnia 2018  | Copper Mountain          | HP          | Zoe Atkin        | Svea Irving                      | Jang Yu-jin        |
| 3.  | 5 stycznia 2019  | Utah Olympic Park        | AE          | Olha Poluk       | Ashley Caldwell                  | Kaila Kuhn         |
| 4.  | 6 stycznia 2019  | Utah Olympic Park        | AE          | Madison Varmette | Olha Poluk                       | Winter Vinecki     |
| 5.  | 17 stycznia 2019 | Waterville Valley Resort | SS          | Marin Hamill     | Grace Henderson                  | Rell Harwood       |
| 6.  | 18 stycznia 2019 | Waterville Valley Resort | SS          | Skye Clarke      | Marin Hamill                     | Rell Harwood       |
| 7.  | 19 stycznia 2019 | Calabogie Peaks          | SX          | Zoe Chore        | Courtney Hoffos                  | Hannah Schmidt     |
| 8.  | 20 stycznia 2019 | Calabogie Peaks          | SX          | Zoe Chore        | Courtney Hoffos                  | Hannah Schmidt     |
| 9.  | 28 stycznia 2019 | Lake Placid              | AE          | Brittany George  | Sofija Aleksiejewa Carol Bouvard | –                  |
| 10. | 29 stycznia 2019 | Lake Placid              | AE          | Odwołano         | Odwołano                         | Odwołano           |
| 11. | 1 lutego 2019    | Calabogie Peaks          | SX          | Zoe Chore        | Courtney Hoffos                  | Hannah Schmidt     |
| 12. | 2 lutego 2019    | Calabogie Peaks          | SX          | Zoe Chore        | Courtney Hoffos                  | Hannah Schmidt     |
| 13. | 1 lutego 2019    | Le Relais                | AE          | Megan Smallhouse | Kaila Kuhn                       | Marion Thénault    |
| 14. | 2 lutego 2019    | Le Relais                | AE          | Megan Smallhouse | Tasia Tanner                     | Kaila Kuhn         |
| 15. | 2 lutego 2019    | Stratton Mountain        | MO          | Kasey Hogg       | Kenzie Radway                    | Alex Jenson        |
| 16. | 3 lutego 2019    | Stratton Mountain        | DM          | Kenzie Radway    | Madison Hogg                     | Kai Owens          |
| 17. | 8 lutego 2019    | Calgary                  | HP          | Svea Irving      | Jeanee Crane-Mauzy               | Nanaho Kiriyama    |
| 18. | 10 lutego 2019   | Calgary                  | SS          | Marin Hamill     | Megan Oldham                     | Rell Harwood       |
| 19. | 9 lutego 2019    | Val Saint-Côme           | MO          | Ali Kariotis     | Laurianne Desmarais-Gilbert      | Maggie Ryan        |
| 20. | 10 lutego 2019   | Val Saint-Côme           | DM          | Florence Delsame | Madison Hogg                     | Kasey Hogg         |
| 21. | 15 lutego 2019   | Aspen Snowmass           | SS          | Megan Oldham     | Rell Harwood                     | Marin Hamill       |
| 22. | 16 lutego 2019   | Aspen Snowmass           | BA          | Odwołano         | Odwołano                         | Odwołano           |
| 23. | 16 lutego 2019   | Aspen Snowmass           | HP          | Zoe Atkin        | Jeanee Crane-Mauzy               | Hanna Faulhaber    |
| 24. | 20 lutego 2019   | Ski Cooper               | SX          | Zoe Chore        | Hannah Schmidt                   | Courtney Hoffos    |
| 25. | 21 lutego 2019   | Ski Cooper               | SX          | Hannah Schmidt   | Zoe Chore                        | Antoinette Tansley |
| 26. | 23 lutego 2019   | Steamboat Ski Resort     | MO          | Kai Owens        | Kenzie Radway                    | Madison Hogg       |
| 27. | 24 lutego 2019   | Steamboat Ski Resort     | DM          | Kenzie Radway    | Maggie Ryan                      | Madison Hogg       |
| 28. | 2 marca 2019     | Apex Mountain            | MO          | Shunka Fukushima | Kenzie Radway                    | Taylah O’Neill     |
| 29. | 3 marca 2019     | Apex Mountain            | DM          | Kai Owens        | Madison Hogg                     | Kenzie Radway      |
| 30. | 14 marca 2019    | Holiday Valley Resort    | SX          | Odwołano         | Odwołano                         | Odwołano           |
| 31. | 15 marca 2019    | Holiday Valley Resort    | SX          | Odwołano         | Odwołano                         | Odwołano           |
| 32. | 16 marca 2019    | Mammoth Mountain         | HP          | Svea Irving      | Jang Yu-jin                      | Connie Brogden     |
| 33. | 17 marca 2019    | Mammoth Mountain         | SS          | Marin Hamill     | Skye Clarke                      | Megan Cressey      |
| 34. | 26 marca 2019    | Stoneham                 | HP          | Svea Irving      | Dillan Glennie                   | Amy Fraser         |
| 35. | 30 marca 2019    | Le Relais                | SS          | Amy Fraser       | Dillan Glennie                   | Grace Henderson    |
| 36. | 13 kwietnia 2019 | Sunshine Village         | SX          | Kelsey Serwa     | Marielle Thompson                | Abby McEwen        |
| 37. | 14 kwietnia 2019 | Sunshine Village         | SX          | Kelsey Serwa     | Marielle Thompson                | Abby McEwen        |